# コメリアンス
コメリアンス（伊: Comeglians）は、イタリア共和国フリウリ＝ヴェネツィア・ジュリア州ウーディネ県にある、人口約400人の基礎自治体（コムーネ）。

## 地理

### 位置・広がり
ウーディネ県北西部、カルニア地方のコムーネである。コメリアンスの集落は、トルメッツォの北西約17km、リエンツの南南東約35km、県都ウーディネの北北西約57km、ベッルーノの北東約65kmに位置する。

#### 隣接コムーネ
- リゴラート - 北
- パルッツァ - 北東
- ラヴァスクレット - 東
- オヴァーロ - 南
- プラート・カルニコ - 西

### 気候分類・地震分類
コメリアンスにおけるイタリアの気候分類 (it) および度日は、zona F, 3469 GGである。
また、イタリアの地震リスク階級 (it) では、zona 2 (sismicità media) に分類される。

## 行政

### 分離集落
コメリアンスには、以下の分離集落（フラツィオーネ）がある。
- Calgaretto, Maranzanis, Mieli, Noiaretto, Povolaro, Runchia, Tualis